# Домну

Домну — «демоническая» богиня в ирландской мифологии, возглавляющая мифических существ фоморов. Имя означает «пропасть» или «морская бездна».

## Внешний вид
Домну обладает демонической внешностью, обычно изображается с оленьими или козлиными рогами на голове, одетая в шкуры жертвенных животных.

## Место жизни
Домну живёт в подземном мире вместе со своими фоморами. После того, как Индех, сын Домну, был убит во второй битве при Маг Туиред, и войско фоморов было разгромлено, большинство демонов-фоморов было изгнано из Ирландии, а Домну, вместе со всеми оставшимися фоморами, осталась навсегда заперта в подземном мире.